# Cornillon-Confoux
Cornillon-Confoux é uma comuna francesa na região administrativa da Provença-Alpes-Costa Azul, no departamento de Bouches-du-Rhône. Estende-se por uma área de 14,95 km². Em 2010 a comuna tinha 1 392 habitantes (densidade: 93,1 hab./km²).